# Lichnov u Bruntálu
Lichnov (deutsch Lichten) ist eine Gemeinde mit rund 1000 Einwohnern im Okres Bruntál in Tschechien.

## Geografie
Lichnov liegt in 380 m n. m. im Tal der Čižina (Cziczina) zehn Kilometer südwestlich von Krnov (Jägerndorf). Durch den Ort führt die Staatsstraße II/459 von Horní Benešov nach Krnov.

## Geschichte
Der Ort wurde erstmals 1340 urkundlich erwähnt. Die Reste einer Wallburg im Ortsbereich werden auf das Jahr 1120 datiert.
Lichten gehörte zur Herrschaft Jägerndorf und somit zu den Bennischer Stadtdörfern. In der zweiten Hälfte des 15. Jahrhunderts verkaufte Johann von Kralitz die Feste Zator inklusive der Dörfer Breitenau, Seifersdorf, Wiese, Friedersdorf sowie Lichten an Johann von Woschütz.
1420 wüteten die Hussiten in der Nähe von Hof und Lichten. 1471, im Zuge des Krieges zwischen Polen und Ungarn, war auch die Umgebung von Lichten betroffen, da sich die Kämpfe bei Troppau abspielten. Johann von Woschitz war von 1497 bis 1507 Oberlandesrichter im Fürstentum Jägerndorf und nannte sich nach dem Besitz Lichten Johann Lichnovsky von Woschütz.
Seine vier Söhne verkauften die Herrschaft Zator und behielten Lichten und Taubnitz. Peter Lichnowsky von Woschitz kaufte 1522 Burg und Dorf Neplachowitz sowie den Ort Pickau. Sein Sohn Nikolaus übernahm Lichten, dessen Bruder Johann Neplachowitz. 1612 fiel Lichten den Markgrafen von Jägerndorf zu.
Vor der Reformation bestand in Lichten eine Pfarrei, zu welcher auch Milkendorf und Taubnitz gehörten. Die Bewohner von Lichten waren bis ins 18. Jahrhundert mehrheitlich protestantisch. Die Matriken beginnen 1664, die ältesten Grundbücher reichen bis 1622 zurück.
Im Ort gab es zwei Meierhöfe, den Oberhof und den Niederhof. Der Niederhof stammt aus dem Jahre 1608.
Die Gemeinde Lichten hatte am 1. Dezember 1930 2057 Einwohner, am 17. Mai 1939 waren es 1676 und am 22. Mai 1947 noch 913 Bewohner.
Nach dem Münchner Abkommen wurde der Ort dem Deutschen Reich zugeschlagen und gehörte bis 1945 zum Landkreis Freudenthal.
Die deutschen Bewohner wurden 1945 vertrieben.  Zum 1. Januar 1980 wurde Dubnice eingemeindet.
Die Gemeinde hat 2009 in der ehemaligen Küffe-Villa ein Museum der deutsch-tschechischen Geschichte der Gemeinde eingerichtet.

## Gemeindegliederung
Die Gemeinde Lichnov besteht aus den Ortsteilen Dubnice (Taubnitz) und Lichnov. Das Gemeindegebiet gliedert sich in die Katastralbezirk Dubnice und Lichnov u Bruntálu.

## Politik

### Bürgermeister
- 1842 bis 1852 Franz Langer
- 1852 bis 1856 Josef Bittmann
- 1856 bis 1885 Josef Link
- 1885 bis 1898 Josef Kreis
- 1898 bis 1900 Ernst Blum
- 1900 bis 1908 Eduard Hein
- 1908 bis 1914 Emil Rotter
- 1914 bis 1932 Adolf Schinzel
- 1932 bis 1945 Wilfried Hein

- 2020  Marta Huterová Otisková (Stand: 2015)

### Partnergemeinden
- Lichnov u Nového Jičína, Tschechien

## Persönlichkeiten
- Der schlesische Bauernführer Julius Januschke arbeitete als Tierarzt in Lichten.
- Der politische Schriftsteller Karl Türk war Arzt in Lichten.
- Die Mundartschriftstellerin Anna Köhler stammt aus Lichten.
- Gerhard Kaller (1929–2006), Wissenschaftler
- Werner Hein (1933–2018), Past Distict Governor, Lions; aufgewachsen in Lichten